# Daniel Kaiser (Journalist)
Daniel Kaiser (* 1972 in Lübeck) ist ein deutscher Rundfunkjournalist.

## Leben und Wirken
Daniel Kaiser wuchs in Lübeck-Moisling auf und besuchte den altsprachlichen Zweig des Katharineums zu Lübeck. Als Schüler spielte er die Orgel in der Katharinenkirche für die damaligen wöchentlichen Morgenandachten. Nach dem Abitur 1992 studierte er Evangelische Theologie an der Augustana-Hochschule Neuendettelsau, der Universität Heidelberg und der Universität Hamburg. Schon während des Studiums, das er nicht abschloss und 2008 aufgab, arbeitete er als freier Mitarbeiter im Rundfunk. Er fing 1996 als Praktikant bei Radio Hamburg an. Später arbeitete er beim NDR als Reporter sowie als Kultur- und Politikredakteur. 2011 erhielt er eine feste Stelle bei NDR 90,3.
Kaiser ist Leiter der Kulturredaktion von NDR 90,3 und moderiert das Kulturjournal (zuvor Abendjournal) mit den Schwerpunkten klassische Musik und Kirche. Er moderiert regelmäßig Live-Sendungen und produziert Feature-Programme für verschiedene Hörfunkwellen. 2017 begleitete er ausführlich die Eröffnungsphase der Elbphilharmonie. Zusammen mit Katharina Mahrenholtz und Jan Ehlert gestaltet er seit 2020 den Podcast eat.READ.sleep. Bücher für dich, in dem das Team Neuerscheinungen und Lieblingsbücher vorstellt.
Mehrfach im Jahr predigt er in Kirchen im norddeutschen Raum oder spielt Querflöte und Orgel in Gottesdiensten. Er war Mitglied des Kirchenvorstands der Hauptkirche Sankt Petri (Hamburg) und er war Mitglied im Kollegium der Oberalten. 2021 zeichnete ihn die Universität Hamburg mit dem Menno-Simons-Predigtpreis aus und die Christliche Medieninitiative pro mit dem „Goldenen Kompass“.